# Mare Orientale
Das Mare Orientale (deutsch: östliches Meer) ist ein Mare des Erdmondes. Es ist der lavagefüllte Zentralbereich einer kreisförmigen Tiefebene. Das Mare befindet sich entgegen seinem Namen im äußersten Westen, auf der Rückseite des Mondes, an der Grenze zur Vorderseite. Daher ist es von der Erde aus nur bei extremer Libration zu sehen. Fotos von Mondorbitern zeigen eine riesige, 4-fach umgebende Ringstruktur von 300 bis 1000 km im Durchmesser, deren mittlere Ringe von zwei kreisförmigen, bis zu 5 km hohen Gebirgsketten gebildet werden. Das große Becken mit dem lavaüberfluteten Mittelteil ist nach dem Südpol-Aitken-Becken und dem Mare Imbrium das drittgrößte Einschlagbecken des Mondes. 
Das Zentrum des Mare Orientale hat die  selenografischen Koordinaten 19,4° Süd und 92,8° West. Sein Name stammt noch aus der Zeit vor der Raumfahrt, als man die Ost- und Westrichtung in astronomischer Sicht von der Erde auf die Mondoberfläche übertragen hatte.

## Abschluss des „Großen Bombardements“

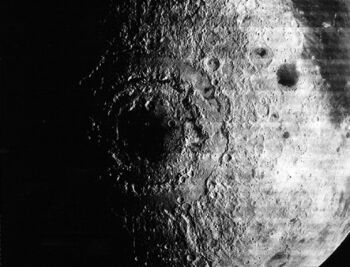
Foto der NASA-Sonde Lunar Orbiter 4 (1967). Rechts der dunkle Krater Grimaldi

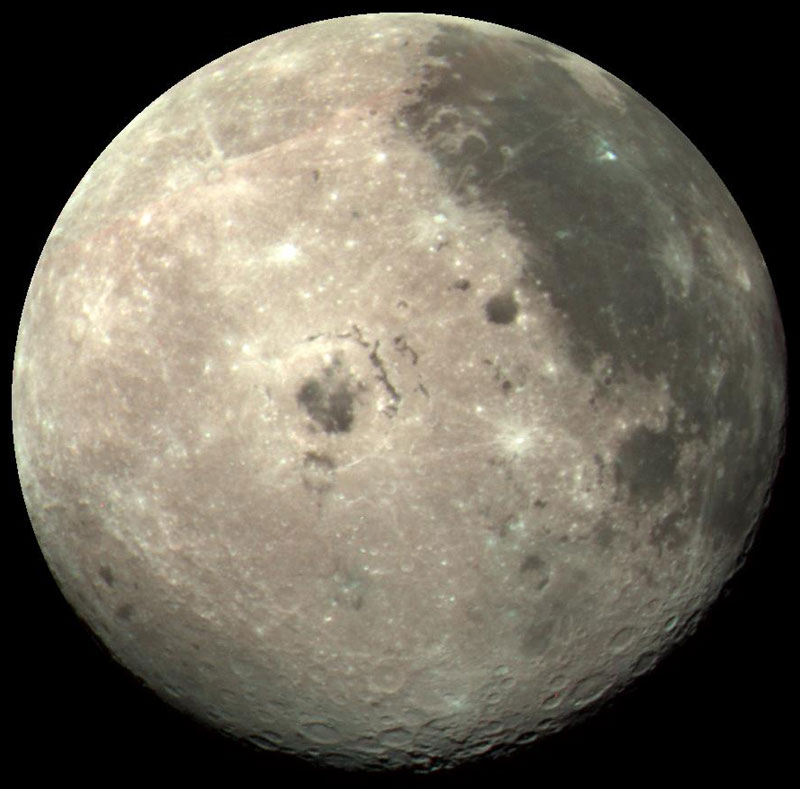
Das Mare im Bildzentrum, von der Sonde Galileo aus gesehen

Das Ostmeer ist selenologisch das jüngste Mare des Mondes und vor 3,85 Mrd. Jahren am Ende des großen Bombardements entstanden. Im Gegensatz zu anderen Maria ist es nur teilweise mit Basalten nach dem Einschlag des Asteroiden geflutet worden, weil die Mondkruste dort dicker ist. Daher sind noch relativ viele der ursprünglichen Einschlagstrukturen zu erkennen. Die dunkle, glatte Mare-Ebene im Mittelteil misst im Durchmesser etwa 300 km und ist von drei konzentrischen Ringstrukturen umgeben, die denen ähneln, wenn man einen Stein ins Wasser wirft. Der Durchmesser des äußeren Ringwalls beträgt etwa 950 km. Sein östlicher Teil wird von den Montes Cordillera gebildet und ist am Mondrand noch sichtbar, manchmal auch das nächstinnere Ringgebirge der Montes Rook.
Die gut erhaltene Ringstruktur wird nur von auffallend wenigen jüngeren Kratern durchbrochen, von denen die drei größten – Lovell, Maunder und Shaler – 120 bis 140 km messen. An den äußeren Nordostrand schließt direkt der 180 km große Krater Schlüter an. Zwischen den Gebirgsringen Cordillera und Rook haben sich zwei schmale Lava„seen“ gebildet, denen man die Namen Lacus Veris und Lacus Autumni gab.

## Mascon und Schwerefeld

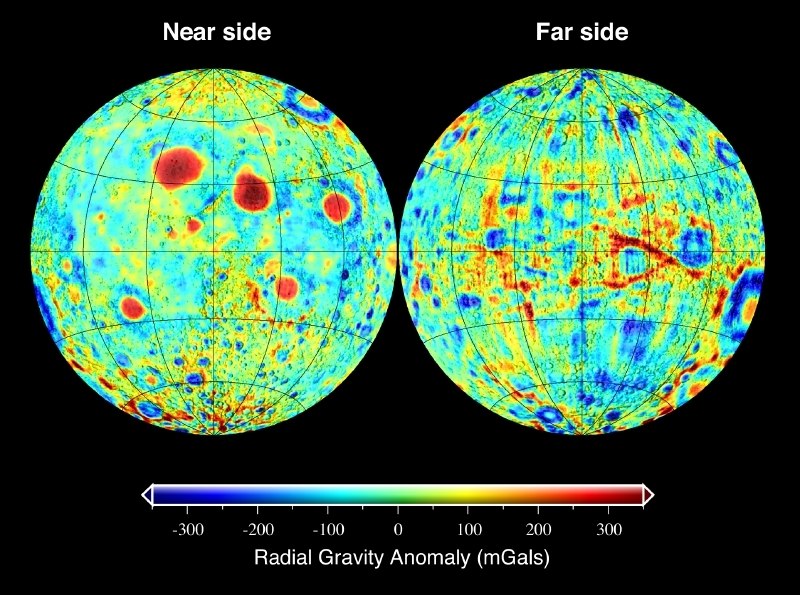
Schwereanomalien auf der Vorder- und Rückseite des Mondes (rot +300, blau −300 mgal). Das Mare Orientale ist an den beiden Außenrändern zu erkennen.

Unter dem Mare Orientale konnten schon die ersten Mondorbiter starke Bahnstörungen feststellen, die von einem großen Mascon unter der Lavadecke verursacht werden. Nach dem großen Einschlag bildete die Mondkruste ein neues Gleichgewicht aus, in das aber später – nach der Erstarrung – schwereres Magma aufstieg. Hingegen haben die durch Schockwellen entstandenen konzentrischen Ringgebirge (blauer Ring am rechten Bildrand) stark negative Schwereanomalien, weil sie offenbar tiefer in den Mondmantel ragen (Isostasie).